# Milton Stapp
Milton Stapp (* 14. Juli 1792 im Scott County, Kentucky; † 2. August 1869 in Galveston, Texas) war ein US-amerikanischer Politiker. Zwischen 1828 und 1831 war er Vizegouverneur des Bundesstaates Indiana.

## Werdegang
Milton Stapp wurde für kurze Zeit von Privatlehrern unterrichtet. Weiteres Wissen hat er sich selbst angeeignet. Er arbeitete auf der Farm seines Vaters und wurde als Musiker Mitglied der Staatsmiliz. Im Jahr 1813 nahm er als Soldat am Britisch-Amerikanischen Krieg teil. Dabei wurde er leicht verwundet. 1814 zog er nach Madison im heutigen Indiana. Er wurde auch hier Mitglied der Staatsmiliz, in der er im Lauf der Zeit bis zum Generalmajor aufstieg. Außerdem wurde er stellvertretender Polizeichef in seiner Heimat. Nach einem Jurastudium und seiner 1822 erfolgten Zulassung als Rechtsanwalt begann er in diesem Beruf zu arbeiten. Gleichzeitig schlug er eine politische Laufbahn ein. Im Dezember 1823 wurde er in den Senat von Indiana gewählt. Dort verblieb er bis 1826. Danach amtierte er als Staatsanwalt im zweiten Gerichtsbezirk seines Staates. Im Jahr 1827 wurde er Abgeordneter im Repräsentantenhaus von Indiana.
1828 wurde Stapp an der Seite von James B. Ray zum Vizegouverneur von Indiana gewählt. Dieses Amt bekleidete er zwischen dem 3. Dezember 1828 und dem 7. Dezember 1831. Dabei war er Stellvertreter des Gouverneurs und Vorsitzender des Staatssenats. 1831 bewarb er sich erfolglos um das Amt des Gouverneurs. In den Jahren 1835 und 1839 wurde Stapp erneut in die Staatslegislative gewählt. 1838 kandidierte er erfolglos für den US-Senat. In der Wirtschaftskrise jener Jahre verlor Stapp einen beträchtlichen Teil seines Vermögens. Politisch hatte er sich inzwischen der Whig Party angeschlossen. Im Juni 1848 nahm er als Delegierter an deren Bundesparteitag in Philadelphia teil, auf dem General Zachary Taylor zum Präsidentschaftskandidaten nominiert wurde. Stapp war der einzige Delegierte aus Indiana, der Taylor seine Stimme bei der Nominierung gab. Zwischenzeitlich war er auch als Gouverneur für das Minnesota-Territorium im Gespräch. Später wurde er Bürgermeister der Stadt Madison. Dort versuchte er das Schulsystem zu verbessern. Seine diesbezüglichen Vorschläge führten zu heftigen politischen Debatten und endeten mit seinem Rücktritt. Im Juni 1852 war Milton Stapp erneut zur National Convention der Whigs. Nach der Auflösung seiner Partei Anfang der 1850er Jahre zog er sich aus der Politik zurück. Später bekleidete er noch einen Verwaltungsposten bei der Stadt Madison und er war gegen die Bemühungen der Republikanischen Partei zur Abschaffung der Sklaverei. Er war zwar selbst ein Gegner dieser Institution, hielt sie aber, da sie in der Verfassung nicht verboten sei, für juristisch legitim.
Über die Staaten Missouri und Kansas kam Milton Stapp im Jahr 1857 nach Texas. Dort scheiterte ein von ihm geplantes Eisenbahnprojekt an den finanziellen Problemen. Während des Bürgerkrieges musste er diesen Staat als Nordstaatler wieder verlassen. Später kam er erneut nach Texas. Er starb am 2. August 1869 in der dortigen Stadt Galveston.